# Soufriére
Soufriére – wieś we Wspólnocie Dominiki, stolica administracyjna parafii świętego Marka. W 1991 roku wieś zamieszkiwało 1003 osób.